# Steffen John (Tennisspieler)
Steffen John (* 9. Juli 1960) ist ein ehemaliger deutscher Tennisspieler.

## Werdegang
John spielte als Jugendlicher Tennis in Radeberg. 1981 wurde er als Spieler der TU Dresden DDR-Meister in Einzel und im Doppel. John unterbrach damit die Erfolgsserie von Thomas Emmrich, der in den vorherigen und nachfolgenden Jahren zahlreiche Titel gewann. 1990 wurde John noch einmal DDR-Meister im Doppel.
Nach dem Ende der Deutschen Demokratischen Republik spielte John ab 1991 für den TC Bad Weißer Hirsch Dresden, den Zusammenschluss der Tennissektionen von TU Dresden und der BSG Verkehrsbetriebe Dresden. John wurde 1991 nach der Gründung des Sächsischen Tennis Verbands erster Sachsenmeister im Einzel. Der beruflich als Diplomingenieur tätige John brachte sich beim TC Bad Weißer Hirsch Dresden als Sportwart in die Vereinsarbeit ein. 1991 nahm er im Doppel gemeinsam mit Olaf Hansen an der Deutschen Tennismeisterschaft teil, sie schieden in der ersten Runde aus.